# Traunsteiners Knabenkraut
Traunsteiners Knabenkraut (Dactylorhiza traunsteineri), auch Traunsteiners Fingerwurz genannt, ist eine auch in Mitteleuropa vorkommende Orchidee. Sie ist nach dem Tiroler Apotheker Joseph Traunsteiner (1798–1850) benannt. Die Art ist sehr vielgestaltig und kann besonders von Dactylorhiza majalis und Dactylorhiza lapponica oft nur schwer unterschieden werden.

## Merkmale
Traunsteiners Knabenkraut ist eine ausdauernde Pflanze. Sie bildet als Überwinterungsorgane zwei tief gespaltene, fingerartige Knollen. Der Stängel wird 10 bis 40 cm hoch, ist dünn und meist markig. Der obere Stängelbereich ist rotviolett bis purpurn überlaufen. Vom Habitus her wirkt die Art schlanker und zarter als die übrigen Vertreter der Gattung.
Die Pflanzen bilden zwei bis vier, selten fünf Laubblätter, die aufwärts bis schräg abstehen. Ihre Form ist lineal-lanzettlich, sie sind leicht gekielt bis rinnig gefaltet. Sie sind 3 bis 15 cm lang und mit 0,5 bis 1,5 cm recht schmal. Die Blattspreite ist gewöhnlich braun-purpurn gefleckt, selten ist sie nicht gefleckt. Das obere Blatt reicht normalerweise nicht bis zum Blütenstand.

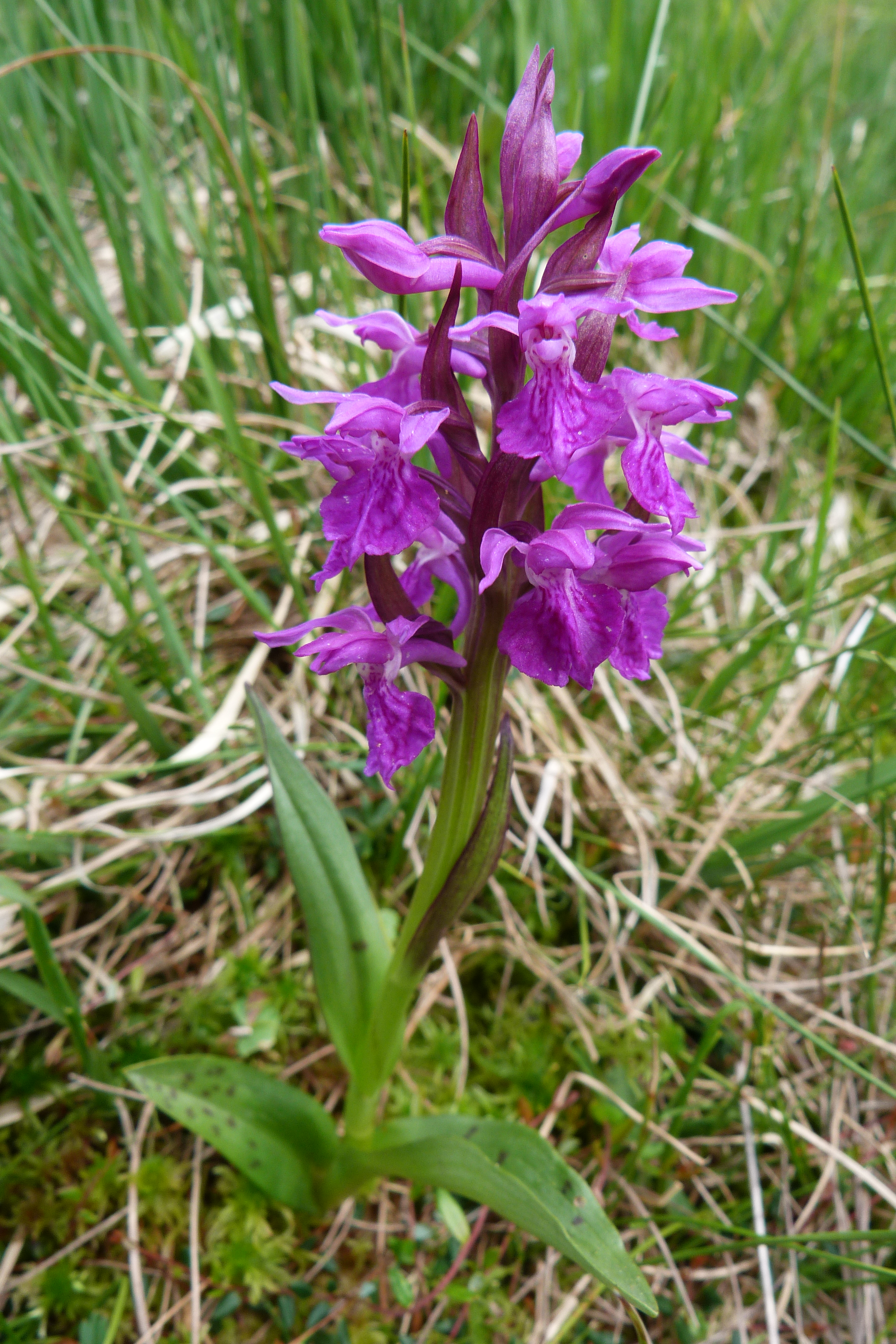
Traunsteiners Knabenkraut in den Vogesen

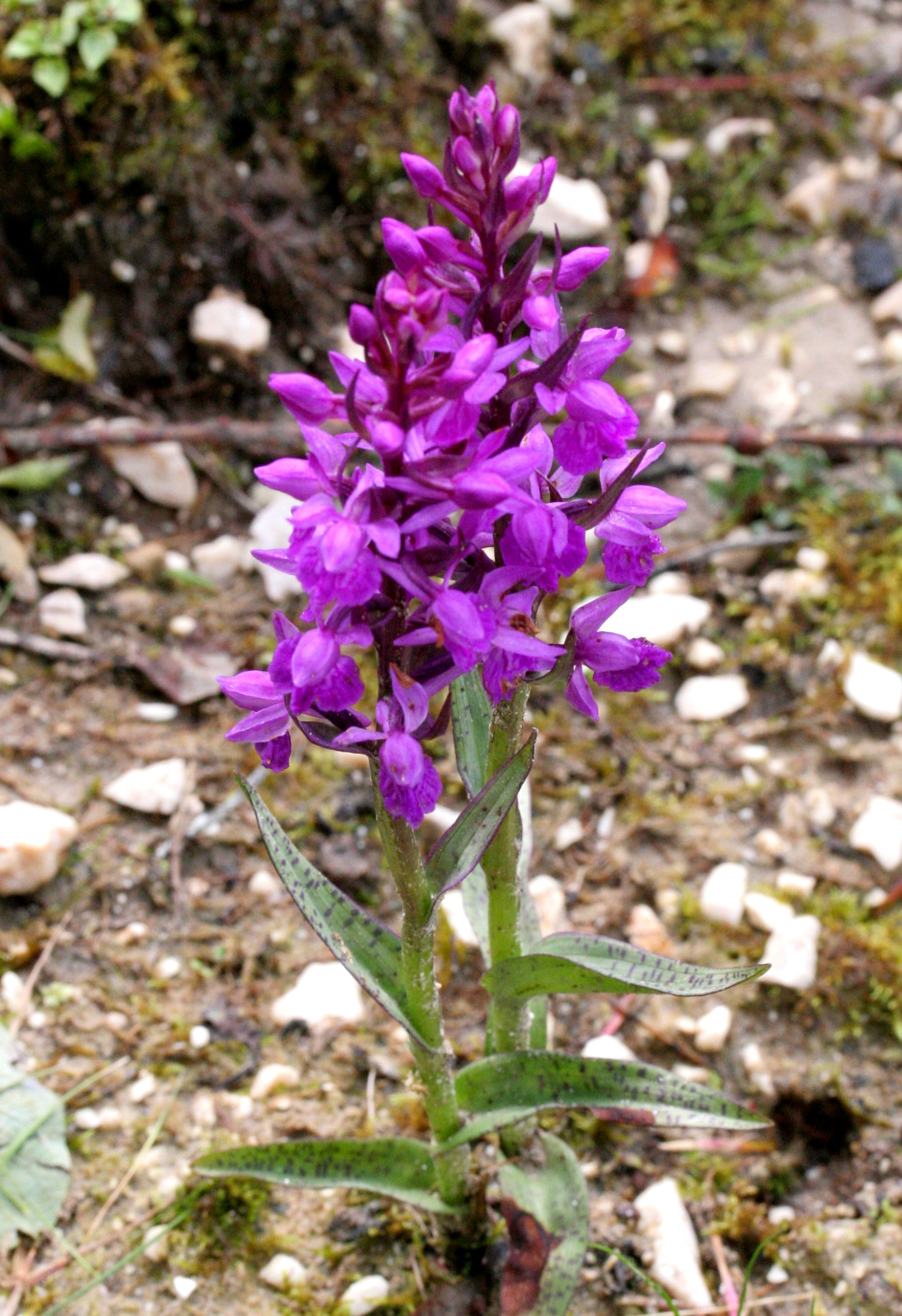
Traunsteiners Knabenkraut in Italien

Der Blütenstand ist zylindrisch, locker und mit meist weniger als 15 Blüten bestückt. Die Tragblätter sind kürzer bis wenig länger als die Blüten und von braun-purpurner Farbe. Die Blüten selbst sind purpurrot. Die äußeren Tepalen sind schmal eiförmig mit 8 bis 11 mm Länge und 2,5 bis 4 mm Breite. Die seitlichen äußeren Tepalen sind schräg aufgerichtet. Das mittlere ist leicht aufgerichtet oder über die inneren Tepalen gebeugt. Die inneren Tepalen sind 6 bis 8,5 mm lang und über die Säule geneigt. Die Lippe ist dreilappig und hat einen vorgezogenen Mittellappen. Sie ist 6 bis 10 mm lang und 7 bis 13 mm breit. Der helle Mittelteil hat ein purpurrotes Muster aus Schleifen, Strichen oder Punkten. Die Seitenlappen sind schwach oder stark nach unten gebogen. Der Sporn ist kegelig, 9 bis 13 mm lang und 2 bis 3,5 mm dick. Er steht horizontal ab oder ist leicht gebogen.
Die Art ist tetraploid mit 2n = 80.

## Verbreitung und Standorte
Traunsteiners Knabenkraut kommt von Europa bis Westsibirien vor von der temperat-montanen bis zur borealen Florenzone. Das Areal umfasst die Ozeanitätsstufen 1 bis 5 (von 10). Die Art wächst in nassen Nieder- und Quellmooren sowie im Lagg von Hochmooren. Sie kommt in vielen Ländern Europas vor, fehlt aber in Portugal, Spanien, Albanien, Griechenland, Bulgarien, Rumänien, Ungarn, Türkei, Moldau, Ukraine, Dänemark und Island. Die Art steigt bis 1700 m und meidet Kalkuntergrund. In den Allgäuer Alpen steigt sie in Bayern an der Riedbergstraße westlich Obermaiselstein auf Feuchtwiesen bis zu 1400 Metern Meereshöhe auf. Die ökologischen Zeigerwerte nach Landolt et al. 2010 sind in der Schweiz: Feuchtezahl F = 4w+ (sehr feucht aber stark wechselnd), Lichtzahl L = 4 (hell), Reaktionszahl R = 4 (neutral bis basisch), Temperaturzahl T = 3 (montan), Nährstoffzahl N = 3 (mäßig nährstoffarm bis mäßig nährstoffreich), Kontinentalitätszahl K = 2 (subozeanisch).
Nach Baumann und Künkele hat die Art in den Alpenländern folgende Höhengrenzen: Deutschland 399–1450 Meter, Frankreich 170–2000 Meter, Schweiz 330–2150 Meter, Liechtenstein 430–500 Meter, Österreich 480–1600 Meter, Italien 245–1810 Meter, Slowenien 480–720 Meter. Die Grenzen in Europa liegen zwischen 170 und 2150 Meter Meereshöhe.
In den Alpen kommt es zerstreut vor. Im Süd-Schwarzwald und in den Hoch-Vogesen ist es selten. Die deutschen Populationen nördlich der Alpen und des Schwarzwaldes sind möglicherweise Bastarde.
Traunsteiners Knabenkraut ist in manchen Gebieten eine Charakterart des Parnassio-Caricetum fuscae aus dem Verband Caricion fuscae, kommt in den Alpen oft im Caricetum frigidae vor und seltener auch in Gesellschaften der Ordnung Molinietalia.

## Taxonomie und Systematik
Traunsteiners Knabenkraut wurde 1831 durch Ludwig Reichenbach in Flora Germanica Excursoria S. 140 als Orchis traunsteineri erstbeschrieben. Er verwendete dabei einen Namen, de er von Anton Eleutherius Sauter übernommen hatte. Die Art wurde 1962 von Karoly Rezsö Soó von Bere in Nomina Nova Generis Dactylorhiza S. 5 als Dactylorhiza traunsteineri (Saut. ex Rchb.) Soó in die Gattung Dactylorhiza gestellt. Nach manchen Autoren wird sie Art auch als Unterart Dactylorhiza majalis subsp. lapponica (Laest. ex Hartm.) H.Sund. zu Dactylorgiza majalis (Rchb.) P.F.Hunt & Summerh. gestellt.
Man kann folgende Unterarten unterscheiden:
- Dactylorhiza traunsteineri subsp. curvifolia (F.Nyl.) Soó (Syn.: Orchis curvifolia F.Nyl., Dactylorhiza curvifolia (F.Nyl.) Czerep.): Sie kommt in Nordeuropa, in Tschechien[10] und in Polen und Mecklenburg-Vorpommern[11] vor.
- Dactylorhiza traunsteineri subsp. irenica (F.M.Vázquez) Kreutz (Syn.: Dactylorhiza irenica F.M.Vázquez): Diese 2008 erstbeschriebene Sippe kommt in Spanien vor.[10]
- Dactylorhiza traunsteineri subsp. rhaetica (H.Baumann & R.Lorenz) F.Benoît (Syn.: Dactylorhiza lapponica subsp. rhaetica H.Baumann & R.Lorenz): Sie kommt im nördlichen Italien vor.[10]
- Dactylorhiza traunsteineri subsp. schurii (Klinge) Kreutz (Syn.: Dactylorhiza maculata subsp. schurii (Klinge) Soó): Sie kommt in den südlichen und östlichen Karpaten vor.[10]
- Dactylorhiza traunsteineri (Saut. ex Rchb.) Soó subsp. traunsteineri: Sie kommt von Nordeuropa und Mitteleuropa bis ins westliche Sibirien vor.[10]
- Dactylorhiza traunsteineri subsp. turfosa (F.Proch.) Kreutz (Syn.: Dactylorhiza majalis subsp. turfosa F.Proch., Dactylorhiza comosa subsp. turfosa (F.Proch.) Holub): Sie kommt in den Alpen, im tschechischen Böhmerwald[11] und in den westlichen Karpaten vor.[10]
- Dactylorhiza traunsteineri subsp. vosagiaca Kreutz & P.Wolff: Sie kommt in Mitteleuropa vor.[10]

Nicht mehr hierher wird gerechnet:
- Dactylorhiza traunsteineri subsp. russowii (Klinge) H. Sund.  => Dactylorhiza russowii (Klinge) Holub

## Gefährdung und Naturschutz
Traunsteiners Knabenkraut ist in Deutschland durch die BArtSchV besonders geschützt. In Deutschland ist die Art „stark gefährdet“ (Stufe 2). In der Schweiz ist sie „potenziell gefährdet“.